# Faÿ-lès-Nemours
Faÿ-lès-Nemours – miejscowość i gmina we Francji, w regionie Île-de-France, w departamencie Sekwana i Marna.
Według danych na rok 1990 gminę zamieszkiwały 373 osoby, a gęstość zaludnienia wynosiła 48 osób/km² (wśród 1287 gmin regionu Île-de-France Faÿ-lès-Nemours plasuje się na 879. miejscu pod względem liczby ludności, natomiast pod względem powierzchni na miejscu 505.).